# Сарв, Кристьян
Кристьян Сарв (эст. Kristjan Sarv; род. 21 декабря 1979, Тарту, Эстонская ССР) — эстонский актёр.

## Биография
С 1995 по 1997 год он учился в Ласнамяэской общей гимназии в специальном классе теле- и радиожурналистики, в 1999 году окончил Таллиннскую гимназию для взрослых в Старом городе , а в 2004 году — окончил актерский факультет Эстонской академии музыки и театра (бывшая Таллинская государственная консерватория). С 2005 по 2008 работал актёром в театре NO99. С 2014 года он также является преподавателем по технике вокала в Школе исполнительских искусств Эстонской академии музыки и театра. 
C 2019 года женат на Марии Уппин-Сарв.

## Фильмография
| Год  |   | Русское название                 | Оригинальное название      | Роль                                  |
| ---- | - | -------------------------------- | -------------------------- | ------------------------------------- |
| 2002 | ф | Имена в граните                  | Nimed marmortahvlil        | солдат                                |
| 2008 | ф | Древо желаний                    | Soovide puu                | парень в костюме цыплёнка             |
| 2010 | с | Класс: Жизнь после               | Klass - Elu pärast         | Адам, театральный актёр               |
| 2012 | ф | Голая бухта                      | Vuosaari                   | борец                                 |
| 2012 | ф | Очищение                         | Puhdistus                  | Паша                                  |
| 2015 | ф | 1944                             | 1944                       | красноармеец Абрам Йоффе              |
| 2018 | ф | Микель                           | Mihkel                     | помощник пастора                      |
| 2018 | с | Мост                             | Мост                       | Леморт, криминалист эстонской полиции |
| 2022 | ф | Аптекарь Мельхиор                | Apteeker Melchior          | Ринус                                 |
| 2022 | ф | Память воды                      | Veden vartija              | человек, просящий воду                |
| 2023 | ф | Миссис Чаттерджи против Норвегии | Mrs. Chatterjee vs. Norway | Ларс Кристиансен                      |
| 2023 | с | Эстония                          | Estonia                    | эстонский следователь                 |